# Vita
Vita es un municipio de España perteneciente a la provincia de Ávila, en la comunidad autónoma de Castilla y León. Cuenta con una población de 71 habitantes (INE 2024).

## Símbolos
El escudo heráldico y bandera municipal que representan al municipio fueron aprobados el 31 de diciembre de 2013. El blasón del escudo es el siguiente:

«Escudo español. De sinople, una encina de oro, acompañada a su diestra de tres flechas de plata, puestas en palo, barra y banda, y a la siniestra una espiga también de plata. Punta de plata con cinco fajas ondadas de azul. Al timbre, corona real española cerrada.»
Boletín Oficial de Castilla y León n.º 134 de 15 de julio de 2014

La descripción textual de la bandera es la siguiente:

«Bandera de paño rectangular de proporciones 3:2 (Iargo por ancho); dividida verticalmente en dos franjas: verde al asta y amarillo al batiente. Al centro, el Escudo Heráldico Municipal.»
Boletín Oficial de Castilla y León n.º 134 de 15 de julio de 2014

## Geografía
Vita se encuentra a 45 km de distancia de la capital abulense, a una altitud de 993 m s. n. m., y tiene una superficie de 16.59 km²,
| Noroeste: Narros del Castillo | Norte: Rivilla de Barajas | Noreste: Crespos   |
| Oeste: Herreros de Suso       |                           | Este: Muñogrande   |
| Suroeste: Herreros de Suso    | Sur: El Parral            | Sureste: El Parral |

## Demografía
Vita cuenta con una población de 71 habitantes (INE 2024).
| Gráfica de evolución demográfica de Vita entre 1842 y 2021                                                            |
| |
| Población de derecho según los censos de población del INE. Población de hecho según los censos de población del INE. |